# Росголт (Вісконсин)
Росголт (англ. Rosholt) — селище (англ. village) в США, в окрузі Портедж штату Вісконсин. Населення — 478 осіб (2020).

## Географія
Росголт розташований за координатами 44°37′49″ пн. ш. 89°18′19″ зх. д. / 44.63028° пн. ш. 89.30528° зх. д. (44.630177, -89.305189).  За даними Бюро перепису населення США в 2010 році селище мало площу 2,84 км², з яких 2,74 км² — суходіл та 0,09 км² — водойми.

## Демографія
Згідно з переписом 2010 року, у селищі мешкало 506 осіб у 208 домогосподарствах у складі 136 родин. Густота населення становила 178 осіб/км².  Було 227 помешкань (80/км²).
Расовий склад населення:
| - 98,4 % — білих - 1,4 % — корінних американців |

До двох чи більше рас належало 0,2 %. Частка іспаномовних становила 3,2 % від усіх жителів.
За віковим діапазоном населення розподілялося таким чином: 27,5 % — особи молодші 18 років, 60,4 % — особи у віці 18—64 років, 12,1 % — особи у віці 65 років та старші. Медіана віку мешканця становила 36,4 року. На 100 осіб жіночої статі у селищі припадало 103,2 чоловіків;  на 100 жінок у віці від 18 років та старших — 98,4 чоловіків також старших 18 років.
Середній дохід на одне домашнє господарство  становив 47 744 долари США (медіана — 38 409), а середній дохід на одну сім'ю — 57 560 доларів (медіана — 51 563). За межею бідності перебувало 14,3 % осіб, у тому числі 14,6 % дітей у віці до 18 років та 2,9 % осіб у віці 65 років та старших.
Цивільне працевлаштоване населення становило 181 особа. Основні галузі зайнятості: освіта, охорона здоров'я та соціальна допомога — 23,2 %, виробництво — 16,0 %, роздрібна торгівля — 9,9 %, фінанси, страхування та нерухомість — 9,9 %.